# 船越隆司
船越隆司（ふなこし りゅうじ、1935年－　）は、日本の法学者。専門は民法。中央大学名誉教授。兵庫県出身。片山金章門下

1960年中央大学法学部卒業。同法学部助手。
1965年中央大学大学院法学研究科民事法専攻修了。1965年ドイツ・アメリカに研究留学。1965年中央大学法学部助教授。1972年中央大学法学部教授。2006年中央大学定年退職。同名誉教授。国際学院埼玉短期大学健康栄養学科客員教授。2010年国際学院埼玉短期大学退職。

## エピソード
尚学社から出版されていた理論と実際の体系シリーズは、1990年代から2000年代初頭にかけて「船越民法」として国家資格受験者（特に、司法試験受験者）より受験参考書として愛読されていたことがある。

## 著書
- 『民事責任の構造と証明 : 請求権競合論の前提,義務違反・工作物瑕疵を中心として』（尚学社 1992年）
- 『実定法秩序と証明責任 : 民法と商法の訴訟的考察』（尚学社 1996年）
- 『民法総則』（尚学社 1997年初版・2003年第3版 理論と実際の体系 1）
- 『物権法』（尚学社 1998年初版2004年第3版 理論と実際の体系 2）
- 『債権総論』（尚学社 1999年　理論と実際の体系 4）
- 『担保物権法』（尚学社 2000年初版・2004年第3版　理論と実際の体系 3）